# Drangavík
Drangavík (isl. Klippenbucht) ist eine Bucht auf der Ostseite der Westfjorden von Island.
Sie bildet zusammen mit dem Ingólfs-, dem Ófeigs- und dem Eyvindarfjörður die Bucht Ófeigsfjarðarflói.
Die Bucht reicht im Süden bis zur Landzunge Engines. 
Südlich dahinter liegt der Eyvindarfjörður.
Im Norden begrenzen sie die in Island bekannten Klippen Drangaskörð. Weiter nordwestlich liegen kleine, flache Buchten bis zum Bjarnarfjörður.
Am Südufer der Drangavík steht noch das Haus vom gleichnamig Hof. 
Man lebte vom Strandgut, Seehundjagd und der Ernte von Eiderdaunen.
Das Haus wurde 1947 verlassen und ist jetzt nur noch eine Ruine.
Durch das Tal fließt die Drangavíkurá.
In ihr kann man gut Forellen fangen.
In der Bucht sind oft Bären an Land gekommen.
So zum Beispiel im April 1932.
Der Bauer vom Hof Drangavík konnte ihn schießen.